# Дальневосточная республика
Дальневосто́чная респу́блика (ДВР), в прежней орфографии — Да́льне-Восто́чная Респу́блика — де-юре независимое демократическое государство, существовавшее с апреля 1920 года по ноябрь 1922 года, с социалистическим укладом в экономике на основе синтеза рыночных и плановых начал при господстве социалистического сектора в народном хозяйстве, провозглашённое на территории российского Дальнего Востока. Де-факто являлось марионеточным буферным государством Советской России. Экономическая система ДВР предвосхитила произошедший годом позднее переход от режима т. н. «военного коммунизма» к НЭПу.

## Предыстория
В начале 1920 года в регионе существовал целый ряд просоветских правительств, образованных на базе местных партизанских отрядов, активно действовал атаман забайкальских казаков Григорий Михайлович Семёнов, впоследствии объединившийся с каппелевцами (остатками Народной армии Комуча). В январе 1920 представители эсеро-меньшевистского Политцентра обратились к большевикам с предложением основать в Восточной Сибири буферное государство между Советской Россией и японскими интервентами. Предполагалось, что его западная граница пройдёт по рекам Оке и Ангаре, и что оно будет организовано на принципах т. н. «однородной социалистической власти», то есть широкой коалиции всех левых партий (включая коммунистов). Прямо в ходе этих переговоров Политцентр, под давлением большевиков и Сибирской автономной группы левых эсеров, и в условиях приближения к Иркутску каппелевцев, передал все свои полномочия большевикам. Под их командование перешла также Народно-революционная армия Политцентра, переименованная в Восточно-Сибирскую советскую армию (она была усилена частями РККА, и 18 марта 1920 года переименована обратно в Народно-революционную армию).
Тем не менее предложения Политцентра были приняты, хотя и в урезанном виде. Границы были очень сильно уменьшены, вместо предполагавшейся т. н. «розовой» (умеренно-социалистической) коалиции ДВР оказалась целиком подконтрольна большевикам. В сложившейся обстановке (особенно впоследствии, после Николаевского инцидента) единственной альтернативой образованию буфера было бы прямое военное столкновение Советской России с Японией. В условиях, когда ещё продолжались боевые действия против Польши и врангелевцев, это было бы совершенно нежелательно. Кроме того, теоретически ДВР могла бы стать способом преодоления международной изоляции Советской России (эти надежды не оправдались, так как никто в мире, кроме Москвы, так и не признал ДВР).
Со своей стороны Япония находилась под давлением своих союзников, в первую очередь США, опасавшихся её чрезмерного усиления. Интервенты воздержались от прямой аннексии, и поддержали проект образования буфера. Однако Япония опасалась, что он в перспективе может стать для большевиков плацдармом для дальнейшего распространения мировой революции, в частности, в Китай и Корею. Эти опасения были вполне обоснованы; в частности, впоследствии Народно-революционная армия ДВР участвовала в боевых действиях в Монголии против войск генерала Романа Фёдоровича фон Унгерн-Штернберга. В этой связи Япония настаивала на том, чтобы ядром буфера стала бы территория, подконтрольная атаману Семёнову, с 1919 года получавшему японскую военную помощь. С мая 1920 года японцы начали поддерживать владивостокское правительство Приморской земской управы.
18 февраля 1920 года Политбюро ЦК РКП(б) своей резолюцией поддержало идею буфера. Тем не менее, многие местные большевики негативно восприняли эту идею, а ряд партизанских отрядов действовал совершенно независимо. В целом объединение региональных просоветских правительств под эгидой ДВР проходило с большим трудом. Амурское областное правительство большевика Меера Трилиссера и Сахалинское областное правительство красного партизана Якова Тряпицына враждебно отнеслись к идее буфера. В марте 1920 была получена резолюция Сиббюро, требовавшая от местных просоветских правительств объединиться под эгидой буферного государства в Верхнеудинске под началом большевика Александра Краснощёкова. Владивостокское правительство, подконтрольное большевикам Лазо и Никифорову, предложило объединить буфер вокруг Владивостока.
4 мая 1920 японцы провели масштабную операцию во Владивостоке, в результате которой Лазо был убит, а планы большевиков по объединению ДВР с владивостокским правительством провалились. По заявлению интервентов, причиной операции стала явная подконтрольность ДВР большевикам, и большевизация владивостокского правительства.
В мае 1920 Трилиссер признал ДВР, в июле Тряпицын был расстрелян другими партизанами.

## Образование
Поскольку на тот исторический момент война с Японией была для большевиков совершенно нежелательна, ЦК РКП(б) принял решение о создании Дальневосточной демократической республики. Идею создания республики предложили Иван Никитич Смирнов и Александр Михайлович Краснощёков. Последний ещё в 1918 году руководил созданием «Советской республики Дальнего Востока». Для руководства работой в марте 1920 года было специально создано Дальневосточное бюро РКП(б) (с августа — Дальневосточное бюро ЦК РКП(б)), члены которого Александр Александрович Ширямов, Александр Михайлович Краснощёков и Николай Кириллович Гончаров были направлены в Верхнеудинск (ныне Улан-Удэ) для организации нового государства.
Республика была провозглашена 6 апреля 1920 года Учредительным съездом трудящихся Прибайкалья, столица — Верхнеудинск. ДВР была признана только РСФСР. На роль центра буферного государства также претендовало и коалиционное Временное Правительство Дальнего Востока во Владивостоке, в котором до апреля 1920 года ведущую роль играли большевики Сергей Георгиевич Лазо и Пётр Михайлович Никифоров.
Советская Россия официально признала ДВР уже 14 мая 1920 года, предоставив ей с самого начала финансовую, дипломатическую, кадровую, хозяйственную и военную помощь. Это позволило Москве контролировать внутреннюю и внешнюю политику ДВР и создать Народно-революционную армию (НРА) на базе красных дивизий.
Провозглашение ДВР способствовало предотвращению прямого военного конфликта между Советской Россией и Японией и выводу иностранных войск с территории Дальневосточного края, создало возможность для Советской России с помощью НРА ликвидировать несоветские государственные образования Забайкалья и Приамурья. Попытка провозгласить советскую власть во Владивостоке привела к атаке японских войск на Временное правительство Дальнего Востока 4—5 апреля 1920 года. Кроме того, в ответ на Николаевский инцидент японская армия летом 1920 года оккупировала Северный Сахалин и окрестности Николаевска (ныне Николаевска-на-Амуре).
В то время на территории Камчатки существовало местное просоветское автономное правительство. Уссурийская железная дорога фактически контролировались японскими войсками. В Забайкалье власть принадлежала правительству Российской восточной окраины.

Распространение власти Дальневосточной республики в конце сентября 1920 года:
— Дальневосточная республика, а также территория под контролем Нерчинского облнарревкома: Нерчинский, Нерчинско-Заводский, а также часть Читинского уезда (заштрихована)
— Забайкальская белая государственность
— Временное правительство Дальнего ВостокаСахалин — японская оккупация

На переговорах, состоявшихся на станции Гонгота (24 мая — 15 июля 1920), японская делегация была вынуждена согласиться на эвакуацию своих войск из Забайкалья. Эта дипломатическая победа Москвы дала возможность НРА в октябре — ноябре 1920 года разгромить Вооружённые силы Российской восточной окраины атамана Григория Семёнова. 22 октября 1920 после длительных боёв части НРА ДВР и партизаны заняли Читу, которая стала новой столицей ДВР. В это же время японские войска эвакуировались из Хабаровска, что привело к действительному объединению дальневосточных областей в рамках Дальневосточной республики.
На состоявшейся в Чите 28 октября — 11 ноября 1920 конференции представители пяти областных правительств (Западно-Забайкальской, Восточно-Забайкальской, Амурской, Приморской, Сахалинской областей) законодательно оформили объединение в Дальневосточную республику, столица была перенесена в Читу.
9 января 1921 года начались выборы в Учредительное собрание ДВР, задачей которого стала выработка конституции республики и создание её верховных органов. Учредительное собрание ДВР открылось 12 февраля 1921 года. Выборы были всеобщими, кроме зоны отчуждения КВЖД, российское население которой отправило в Читу избранных съездом представителей.
Большинство в Учредительном собрании получили большевики в союзе с представителями партизанских движений. За время своей деятельности (12 февраля — 27 апреля 1921 года) Учредительное собрание приняло конституцию ДВР, согласно которой республика являлась независимым демократическим государством, верховная государственная власть в котором принадлежит исключительно народу Дальнего Востока. Для национальных меньшинств вводилась территориальная и экстерриториальная автономия.
26 мая 1921 года в результате подготовленного японцами белогвардейского переворота во Владивостоке и свержения Временного правительства Приморской областной земской управы на части территории Дальневосточной республики (в Приморской области) возникло новое государство — Приамурский земский край («Чёрный буфер»).
В августе — ноябре 1921 года японцы вели прямые переговоры с представителями ДВР в Дайрене, которые провалились из-за жёстких японских условий, фактически ставящих ДВР под японский контроль (разоружение флота и военных укреплений, свободное передвижение любых японских чиновников по всей территории ДВР, свободное плавание японских судов по Амуру и Уссури, передача Северного Сахалина японцам в аренду на 80 лет, отказ от «коммунистического режима» и т. д.). После провала переговоров японцы возобновили боевые действия, стремясь установить свой контроль над российским Дальним Востоком уже напрямую.

## Административное деление

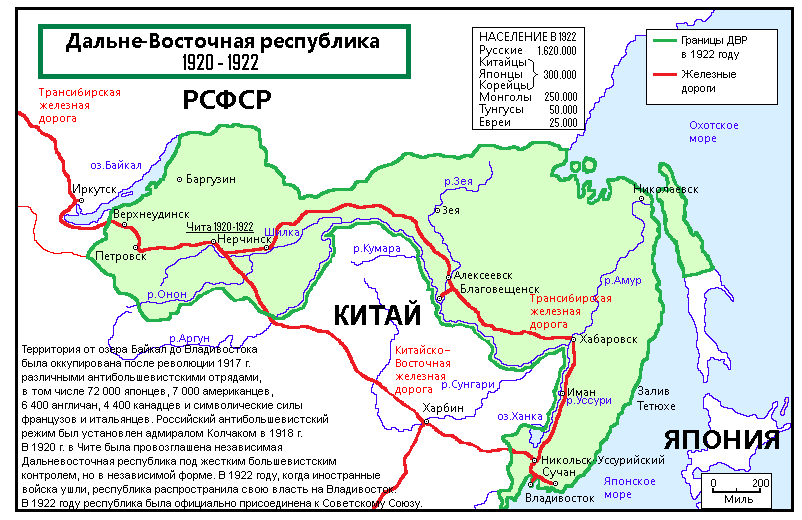
Дальневосточная республика 1922 г.

На момент образования ДВР включала в себя Амурскую, Забайкальскую, Камчатскую (до 30.12.1920 / 24.01.1921), Приморскую и Сахалинскую области РСФСР, территории которых совпадали с соответствующими областями Российской империи.
22 ноября 1920 года из части Забайкальской области образована Прибайкальская область, а из Сахалинской области (юридически — всей, фактически — только неоккупированного континентального уезда) и части Приморской областей — Приамурская область.
27 апреля 1921 года на части территорий Забайкальской и Прибайкальской области была создана Бурят-Монгольская автономная область.
15 ноября 1922 года ДВР вошла в состав РСФСР как Дальневосточная область, все составлявшие ДВР области (кроме БМAO) переименованы в губернии.

## Население
| №  | Этнос    | Забайкалье | %      | Приамурье | %      | Приморье | %      | Всего     | %      |
| -- | -------- | ---------- | ------ | --------- | ------ | -------- | ------ | --------- | ------ |
| 1  | Русские  | 499 682    | 91,50  | 236 854   | 60,10  | 219 800  | 34,62  | 956 336   | 60,72  |
| 2  | Украинцы | 10 922     | 2,00   | 124 536   | 31,60  | 221 600  | 34,90  | 357 058   | 22,67  |
| 3  | Корейцы  | …          | 0,00   | 3153      | 0,80   | 106 663  | 16,80  | 109 816   | 6,97   |
| 4  | Китайцы  | 4915       | 0,90   | 4335      | 1,10   | 40 634   | 6,40   | 49 884    | 3,17   |
| 5  | Белорусы | 2731       | 0,50   | 12 217    | 3,10   | 15 873   | 2,50   | 30 820    | 1,96   |
| 6  | Евреи    | 6005       | 1,10   | 75        | 0,02   | 1750     | 0,28   | 7830      | 0,50   |
| 7  | Буряты   | 7645       | 1,40   | …         | 0,00   | …        | 0,00   | 7645      | 0,49   |
| 8  | Эвенки   | 5800       | 1,06   | …         | 0,00   | …        | 0,00   | 5800      | 0,37   |
| 9  | Нанайцы  | …          | 0,00   | …         | 0,00   | 4200     | 0,66   | 4200      | 0,27   |
| 10 | Нивхи    | …          | 0,00   | …         | 0,00   | 3400     | 0,54   | 3400      | 0,22   |
| 11 | Латыши   | …          | 0,00   | …         | 0,00   | …        | 0,00   | 3100      | 0,20   |
| 12 | Татары   | 2731       | 0,50   | …         | 0,00   | …        | 0,00   | 2731      | 0,17   |
| 13 | Японцы   | …          | 0,00   | …         | 0,00   | 2300     | 0,36   | 2300      | 0,15   |
| 14 | Немцы    | …          | 0,00   | …         | 0,00   | …        | 0,00   | 2220      | 0,14   |
| 15 | Эстонцы  | …          | 0,00   | …         | 0,00   | …        | 0,00   | 2150      | 0,14   |
| 16 | Литовцы  | …          | 0,00   | …         | 0,00   | …        | 0,00   | 1800      | 0,11   |
| 17 | Греки    | …          | 0,00   | …         | 0,00   | …        | 0,00   | 570       | 0,04   |
| 18 | Орочоны  | …          | 0,00   | …         | 0,00   | 310      | 0,05   | 310       | 0,02   |
| 19 | Другие   | 5670       | 1,04   | 12 930    | 3,28   | 18 371   | 0,36   | 27 131    | 1,72   |
|    | Всего    | 546 100    | 100,00 | 394 100   | 100,00 | 634 900  | 100,00 | 1 575 100 | 100,00 |

### Национальная политика
Конституция ДВР гарантировала «всем туземным народностям и национальным меньшинствам» право на «широкое самоопределение». Право на территориальную автономию по Конституции ДВР получили только буряты. В 1922 году в ДВР были приняты законы о бурятах, предоставившие им:
- политическую амнистию;
- замену военной службы специальным налогом.

Было создано Министерство по национальным делам, которое возглавил сначала меньшевик Лукс (латыш), а затем большевик Матвей Иннокентьевич Амагаев (бурят). В ноябре 1921 года это Министерство позволило Благовещенской уездной раде организовать украинскую культурно-национальную автономию в Амурской области, а Николай Михайлович Левицкий стал главой национального подотдела при Амурском областном управлении. Большинство украинских националистов не симпатизировало большевикам. Иван Саблин приводит следующие данные: из 23872 человек, зарегистрированных в Приамурской областной раде осенью 1922 года, членами РКП(б) числились 128 человек, а сочувствующими коммунистам — 1185 человек.
Корейское население в 1921 году находилось в состоянии раскола. Существовал Всекорейский национальный совет, который Дальбюро 23 ноября 1921 года отказалось признать (в качестве причины были названы его связи с эсерами и меньшевиками) и предложило регистрировать только организации корейских рабочих. Кроме того, существовали корейские красные партизаны. В марте 1921 года возникли сразу две корейские партизанские организации — Корейский революционный совет во главе с Нестором Александровичем Каландаришвили и Корейский военный совет. Народно-революционная армия попыталась разоружить Объединённый сахалинский партизанский отряд Ильи Пака (подчинялся Корейскому военному совету), что привело 28 июня 1921 года к Амурскому инциденту, в ходе которого погибло от 118 до 400 партизан (многие утонули в Зее). Комиссия Коминтерна (создана в ноябре 1921 года) провела расследование, по итогам которого задержанные корейцы были помилованы. В марте 1922 года власти ДВР разрешили корейским национальным организациям выдавать удостоверения, служившие основанием для выдачи паспортов.
Китайское население находилось в ведении Министерства иностранных дел, в котором функционировал китайский подотдел. При этом власти Китая считали нужным защищать китайцев. Попытка в Благовещенске в 1921 году привлечь китайцев к военной службе вызвала протест китайского консула, который считал, что китайцы в Дальневосточной республике обладают фактически экстерриториальным статусом. Интересы китайцев представляли также их общественные организации — в частности, Восточно-Сибирский китайский национальный союз с отделениями. По обращениям и под гарантии китайских организаций и консульств Министерство иностранных дел добивалось освобождения арестованных китайских граждан. В конце мая 1921 года власти ДВР утратили контроль над Приморской областью, где проживало большинство китайцев.
Коренные народы (кроме бурят) в документах ДВР назывались обычно «туземными племенами». Правительство ДВР считало, что эти «вымирающие» племена нуждаются в защите, а не в праве на автономию. Эти племена (как и в царский период) делились на три группы:
- оседлые;
- кочевые;
- бродячие.

Этим племенам предполагалось предоставить самоуправление и особые экономические права на определённой территории. При этом ДВР нуждалась в доходах от пушного промысла, которым занималось коренное население. 31 октября 1922 года было принято Положение, которое предоставила коренным народам следующие права:
- самоуправление;
- освобождение от военной службы;
- освобождение от республиканских налогов;
- освобождение от ограничений на охоту и рыбную ловлю;
- запрет русским и бурятам селиться на землях коренных народов без разрешения Министерства по национальным делам.

Репатриацию и эмиграцию в новые независимые государства, возникшие в результате распада Российской империи, власти ДВР не поддерживали. Осенью 1921 года власти ДВР отказались признавать иностранцами лиц, родившихся на территории Эстонии, Латвии, Литвы и Польши.

### Граждане и иностранцы
По Конституции ДВР гражданами этой республики являлись следующие лица:
- все граждане России, родившиеся на территории ДВР;
- все граждане России, проживавшие в ДВР на момент провозглашения ею независимости — на 6 апреля 1920 года;
- все граждане России, которые прибыли на территорию ДВР после 6 апреля 1920 года и не зарегистрировались как граждане РСФСР;
- граждане России из зоны отчуждения КВЖД, не доказавшие своего иностранного гражданства в течение 6-ти месяцев после публикации Конституции ДВР;
- прошедшие натурализацию иностранцы.

23 февраля 1922 года власти ДВР утвердили новый устав о паспортах:
- паспорт был обязан иметь любой гражданин, желающий покинуть постоянное место жительства;
- заграничный паспорт был обязан иметь любой гражданин, выезжающий за рубеж. Жители приграничных территорий могли покидать ДВР на короткий срок по упрощенной процедуре;
- каждый иностранец был обязан иметь паспорт или консульское свидетельство, а по прибытии на территорию ДВР получать вид на жительство ДВР (кроме иностранцев, ехавших транзитом)
- лицо без гражданства получало свидетельство на период, необходимый для натурализации.

27 февраля 1922 года в ДВР был принят закон о натурализации:
- подать документы на получение гражданства мог иностранец старше 18 лет, проживший в ДВР не менее 3-х лет;
- дети от смешанных браков, родившиеся в ДВР, получали гражданство ДВР автоматически.

Пограничная зона между ДВР, Монголией и Китаем практически не контролировалась властями Дальневосточной республики.

## Органы власти и руководители

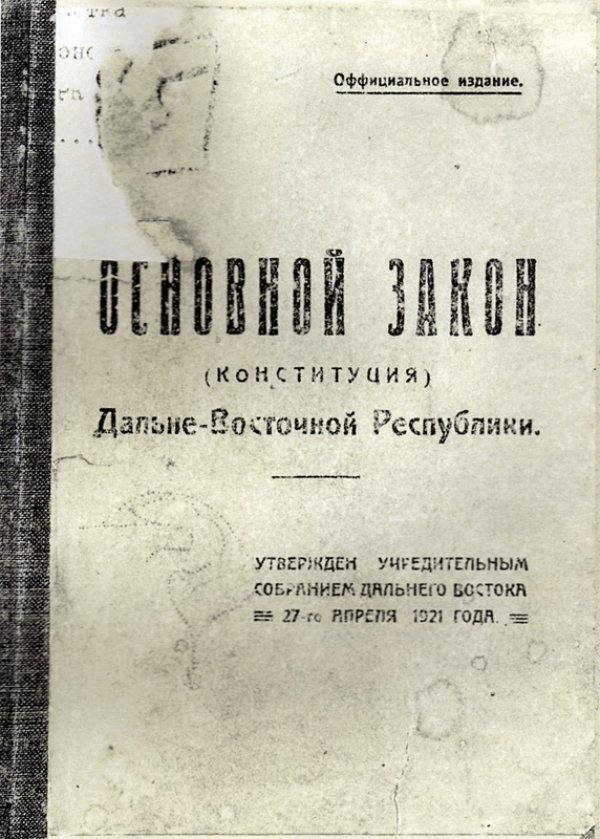
Обложка конституции ДВР, 1921.

В качестве органов верховной власти были избраны Правительство во главе с большевиком Александром Михайловичем Краснощёковым, которого осенью 1921 года сменил его однопартиец Николай Михайлович Матвеев, и Совет Министров, который возглавил Пётр Михайлович Никифоров, а с осени 1922 года Пётр Алексеевич Кобозев. В состав Совета Министров в 1921 году вошли представители меньшевиков и эсеров. Многопартийность была затем ликвидирована. Осенью 1922 года власти ДВР ликвидировали меньшевистские организации и организовали процесс над эсерами. 27 октября 1922 года был принят закон, который предусматривал административную высылку за широкий круг деяний против ДВР.
Высшим органом власти являлось Народное Собрание ДВР (НС ДВР), оно сформировалось на основе выборов по пропорциональной системе представительства сроком на 2 года. По конституции в Народное Собрание должен был избираться 1 депутат от 15000 граждан республики (для гражданского населения), для военнослужащих — 1 депутат от 7500 избирателей.

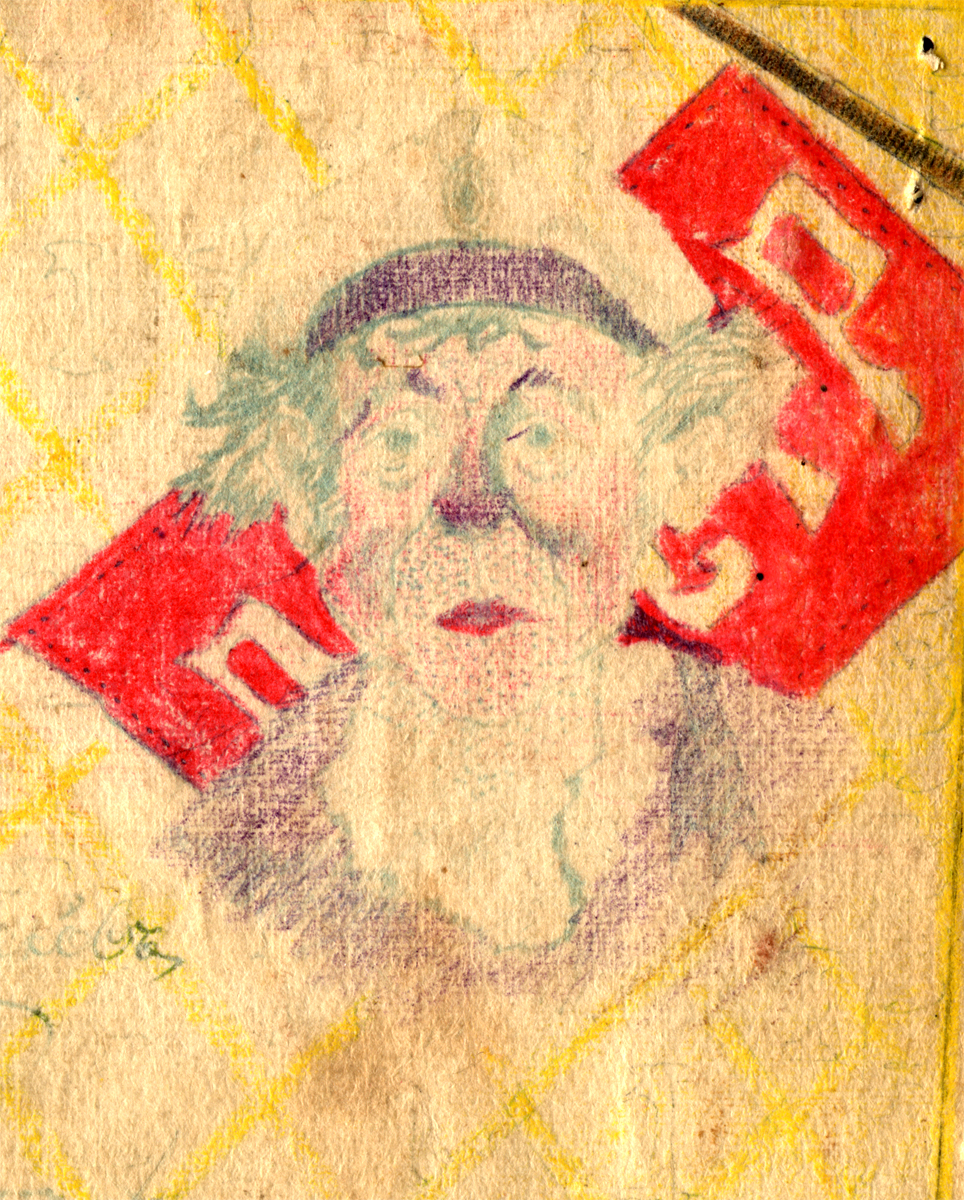
Карикатура белогвардейцев на руководство ДВР (1920 г., агитационные деньги)

Многопартийность предопределила порядок выдвижения кандидатов в депутаты Народного Собрания. Кандидаты выдвигались списками партийными и общественными организациями, а также отдельными группами избирателей. НС ДВР работало в сессионном порядке, сессии могли быть очередными и экстренными. В промежутках между сессиями действовал президиум НС ДВР. Экстренные сессии НС ДВР могли созываться в случае необходимости Правительством по его собственной инициативе или по требованию половины депутатов Народного Собрания, но в практике государственной жизни ДВР их не было. В ДВР действовали Народные Собрания двух созывов. Народное Собрание I созыва было преобразовано из Учредительного Собрания, и только Народное Собрание II созыва было сформировано на основании законодательства о выборах Народного Собрания. Выборы в Народное Собрание II созыва сопровождалось организованной Дальбюро кампанией по дискредитации основных противников большевиков — меньшевиков и эсеров. Большинство представителей оппозиции большевикам к заседаниям допущены не были.
Состав Учредительного собрания/Народного собрания I созыва: Коммунисты — 92, примыкавшая к ним фракция крестьян — большинства (в основном красные партизаны) — 183, фракция крестьян — меньшинства (кулачество) — 44, эсеры — 18, меньшевики — 13, внепартийные демократы (кадеты) — 9, Сибирский союз эсеров — 6, народные социалисты — 3, бурят-монгольская фракция — 13.
Функцию систематического и непрерывного высшего руководства государством выполняло Правительство — постоянно действующий высший орган государственной власти. В соответствии с конституцией Правительство избиралось Народным Собранием на срок его полномочий, то есть на два года. Выборы Правительства производились НС ДВР при тайном голосовании и считались действительными при присутствии 2/3 всех его депутатов. Верховными исполнительно-распорядительными органам Дальневосточной республики являлись Совет министров ДВР, министерства ДВР (иностранных дел, внутренних дел, юстиции, финансов, земледелия, труда, промышленности, просвещения, транспорта, здравоохранения, военное, призрения, торговли, почт и телеграфов, продовольствия, социального обеспечения, по национальным делам), Центральный Государственный Контроль ДВР, Центральное Статистическое Управление ДВР. Совещательными органами при Совете Министров являлись Высший Экономический Совет ДВР и Совет Обороны ДВР. Министрами могли быть как члены Правительства, так и иные лица. По конституции министрами могли быть граждане ДВР, обладающие избирательным правом в Народное Собрание. Для оперативного решения текущих вопросов СМ ДВР имел президиум. Президиум действовал от имени Совета Министров. Последний утверждал все его решения.
Территория ДВР делилась на области (в ноябре 1922 года переименованные в губернии), области на уезды, уезды на волости. Конституция ДВР установила следующую систему местных представительных органов власти: областные, уездные, волостные, городские (на правах уездных и волостных) собрания уполномоченных и сельские собрания. Исполнительно-распорядительными органами области являлись областное управление и областные отделы, исполнительно-распорядительными органами уезда — уездное управление и уездные отделы, исполнительно-распорядительными органами города — городское управление и городские отделы, исполнительно-распорядительным органом волости — волостное управление, исполнительно-распорядительным органом села — сельский комитет. Наряду с ними в ДВР существовал институт социальных уполномоченных должностных лиц. К ним прежде всего относились областные правительственные эмиссары.
Согласно конституции, принятой Учредительным собранием 27 апреля 1921 года, политическая система ДВР была построена во многом по советскому образцу. Так, Народное собрание (парламент) был непостоянным органом, собиравшимся на сессии, а Правительство получило также и законодательную власть. Фактически, реальным правительством являлось Дальбюро РКП(б), полностью контролировавшее внешнюю политику и армию. Государственная политическая охрана (аналог ВЧК) управлялась властями РСФСР из Иркутска.

## Деятельность
ЦК РКП(б) и Совет народных комиссаров РСФСР держали под своим контролем решение всех важнейших вопросов внутренней и внешней политики ДВР, военное строительство. Народно-революционная армия ДВР изначально рассматривалась как одна из армий Советской России. Отказ Краснощёкова согласовывать решения с Москвой способствовал его отзыву из региона и замене на посту Председателя Правительства Матвеевым.

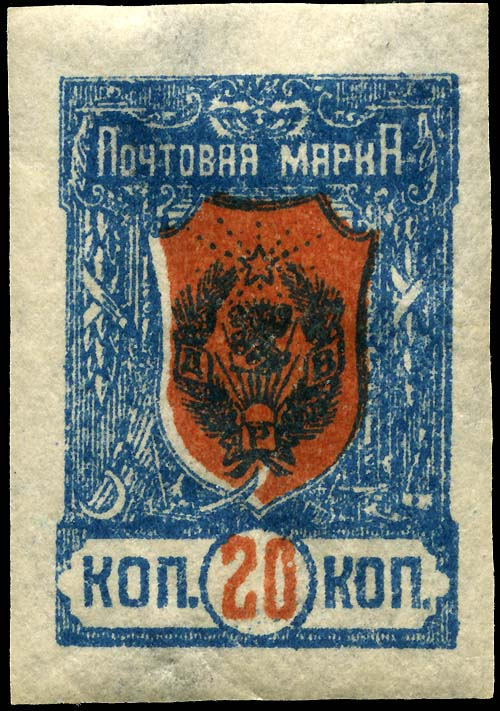
Почтовая марка ДВР.

Опасаясь укрепления позиций ДВР и, соответственно, Советской России в Приморье, японские интервенты и белогвардейцы 26 мая 1921 года путём переворота привели к власти во Владивостоке Временное Приамурское правительство, состоявшее из членов белого движения и представителей несоциалистических партий. Начавшиеся 26 августа 1921 года переговоры между ДВР и Японией об урегулировании отношений саботировались японским правительством (Дайренская конференция).
т. Молотов! Надо обдумать (покажите Сталину), нельзя ли «вымогателей» наказать почувствительнее: арестовать или как иначе? Надо придумать.В. И. Ленин, «Записка В. М. Молотову», 4 сентября 1921.
В октябре 1921 года была неудачная попытка красных переворота во Владивостоке. Заговор был раскрыт, участники арестованы, а руководитель переворота товарищ Цейтлин при попытке задержания 17 октября был застрелен белой контрразведкой.
В ноябре 1921 года началось наступление белоповстанческой армии, которая 22 декабря 1921 года заняла Хабаровск. В этой сложной обстановке СНК РСФСР и ЦК РКП (б) провели мероприятия по борьбе с дальневосточными сепаратистами в органах власти и укреплению обороны ДВР. Из Народного собрания ДВР были удалены эсеры и социал-демократы. Вместо Краснощёкова, боровшегося за независимость ДВР в отношениях с РСФСР, главой правительства стал Николай Михайлович Матвеев, военным министром был назначен Василий Константинович Блюхер.
В феврале 1922 года народно-революционная армия ДВР под командованием Василия Блюхера перешла в контрнаступление и во взаимодействии с партизанскими отрядами нанесла белогвардейцам сокрушительные удары. 12 февраля 1922 года белые части генерала Викторина Михайловича Молчанова были разбиты у станции Волочаевка (Волочаевская операция), 14 февраля был занят Хабаровск. В итоге белогвардейцы отступили за нейтральную зону под прикрытием японских войск. В сентябре 1922 года они вновь попытались перейти в наступление, но вновь были разгромлены НРА ДВР.

## Правительство
| № | Имя                   | Фото | Начало полномочий | Конец полномочий |
| - | --------------------- | ---- | ----------------- | ---------------- |
| 1 | Александр Краснощёков |      | 1920              | 1921             |
| 2 | Николай Матвеев       |      | 1921              | 1922             |

| № | Имя                   | Фото | Начало полномочий | Конец полномочий |
| - | --------------------- | ---- | ----------------- | ---------------- |
| 1 | Александр Краснощёков |      | 1920              | 1920             |
| 2 | Борис Шумяцкий        |      | июль 1920         | октябрь 1920     |
| 3 | Пётр Никифоров        |      | 8 мая 1921        | 2 октября 1922   |
| 4 | Пётр Кобозев          |      | 4 октября 1922    | 14 ноября 1922   |

| № | Имя                   | Фото | Начало полномочий | Конец полномочий |
| - | --------------------- | ---- | ----------------- | ---------------- |
| 1 | Александр Краснощёков |      | 1920              | 1920             |
| 2 | Борис Шумяцкий        |      | июнь 1920         | июль 1920        |
| 3 | Игнатий Дзевалтовский |      | 1920              | 1920             |
| 4 | Яков Янсон            |      | 1920              | 1921             |

## Международное признание и внешняя политика
РСФСР признала ДВР, но относилась к её независимости без особого уважения: в октябре 1920 года советский представитель в США Людвиг Карлович Мартенс выразил государственному секретарю США Бейнбриджу Колби протест и не включил в список народов, насильственно захваченных царской властью (и имеющих потому право на самоопределение), никаких «дальневосточных русских» или «сибиряков». Япония в сентябре 1920 года пересмотрела договор с Владивостокским правительством от 29 апреля 1920 года и вывела войска из Хабаровска. Таким образом зона японской оккупации ДВР была ограничена южной частью Приморской области, а фактической границей стала река Иман (ныне Большая Уссурка).
21 августа 1921 года необходимость направить дипломатическую миссию в ДВР признало Политбюро Центрального комитета Коммунистической партии (большевиков) Украины. 25 августа Наркомат иностранных дел Украинской ССР даже поручил «сформировать состав миссии», однако централизация власти в сфере внешней политики в связи с образованием СССР не дала воплотить данное начинание в жизнь.
Неудачей закончились переговоры с Китаем, в связи с конфликтом из-за КВЖД и требованием отказаться от ведения пропаганды на его территории. Госсекретарь США Колби также отказался признавать ДВР, заявив, что Россия должна включать все территории бывшей Российской империи, кроме Финляндии и Польши. Представители Японии и США также признавали, что ДВР де-факто контролируется РСФСР.

## Упразднение
Присоединение ДВР к РСФСР началось с установления тесного экономического союза между двумя республиками в начале 1922 года. 17 февраля 1922 года Николай Михайлович Матвеев и Лев Михайлович Карахан подписали в Москве договор об экономическом союзе ДВР и РСФСР:
- Граждане ДВР на территории РСФСР приравнивались в экономических правах к гражданам РСФСР;
- Граждане РСФСР на территории ДВР приравнивались в экономических правах к гражданам ДВР;
- РСФСР получила приоритет в эксплуатации природных ресурсов ДВР.

22 февраля 1922 года 8 республик (в том числе ДВР) подписали протокол, которым передали правительству РСФСР права представительства своих интересов на Генуэзской конференции. 7 августа 1922 года Яков Давидович Янсон подал в ЦК и Наркомат иностранных дел план постепенного объединения ДВР и РСФСР, который предусматривал следующее:

ДВР устанавливает сначала союз с РСФСР с тем, чтобы впоследствии превратить этот союз в федерацию. Провозглашение союза и подписание соответствующего договора можно приурочить к предстоящей сессии Нарсоба (зимой 1922/23 года)
30 августа 1922 года был заключен договор между ДВР и РСФСР, согласно которому граждане ДВР, проживавшие в РСФСР, получили равные права с гражданами РСФСР. Затем в деле объединения был сделан шаг назад — на Чанчуньской конференции в сентябре 1922 года было равное представительство РСФСР и ДВР. При этом глава японской делегации на Чанчуньской конференции Мацудайра доказывал, что ДВР и РСФСР — два разных государства.
Япония под давлением США, в условиях дипломатической изоляции на Вашингтонской конференции (1921—1922) и внутриполитических осложнений эвакуировала свои войска из Приморья. 25 октября 1922 года войска НРА вступили во Владивосток. Рабочие Дальневосточной республики на митингах, организованных большевистскими активистами, требовали воссоединения с РСФСР. Народное собрание ДВР второго созыва, выборы в которое были проведены 14—15 ноября 1922 года приняло постановление о самороспуске и восстановлении Советской власти на Дальнем Востоке. Правительство ДВР сменил Дальневосточный революционный комитет во главе с Кобозевым.
Поздно вечером 14 ноября 1922 года командиры частей НРА ДВР от имени Народного собрания ДВР обратились с просьбой включить Дальневосточную республику в состав РСФСР во ВЦИК, который через несколько часов 15 ноября 1922 года включил республику в состав РСФСР как Дальневосточную область.

## Экономика
Осенью 1922 года в Дальневосточной республике был принят ряд законов, которые ограничили частный сектор. 17 октября 1922 года был принят закон «о признании ничтожными сделок кабального характера». 3 ноября 1922 года Правительство ДВР утвердило предыдущие конфискации и национализации.

## Религия
Формально ДВР была светским государством. Конституция ДВР провозгласила принцип свободы совести, также зафиксировав, что «пользование гражданскими и политическими правами совершенно независимо от вероисповедания и никто в пределах республики не может быть преследуем никакой властью и ограничиваем в каких бы то ни было правах за свои религиозные убеждения». При этом власти ДВР провозгласили принцип отделения церкви от государства и школы от церкви.
Религиозное законодательство ДВР было мягче, чем советский Декрет об отделении церкви от государства и школы от церкви. Например, закон ДВР от 8 августа 1922 года давал зарегистрированным религиозным организациям права юридического лица. К тому же на практике осуществить секуляризационные мероприятия было трудно, так как власти ДВР не контролировали многие территории, на которые претендовали. Поэтому секуляризация проводилась очень осторожно и в основном с 1922 года. Закон от 15 августа 1922 года в ведение Министерства Народного просвещения передавал школьные здания и имущество, принадлежавшее РПЦ. Лишь весной 1922 года вышло разъяснение Министерства юстиции ДВР о том, что «согласно ст. 14 основного закона, установившей отделение церкви от государства, сделавшей исповедание той или иной религии частным делом каждого гражданина, дальнейшее существование домовых церквей при правительственных учреждениях не может быть допущено». Закон ДВР от 27 июля 1922 года передавал архивы бывших духовных консисторий и всех других вероисповедных и административных учреждений по месту их нахождения в соответствующие местные регистрационные органы.
Однако на практике даже эти меры вряд ли были осуществлены до конца существования ДВР. Даже в Чите, столице республики, гражданская регистрация актов гражданского состояния была введена лишь в 1924 году. Среди верующего населения Дальневосточной республики наиболее распространенными вероисповеданиями были православие и буддизм. На территории ДВР (в Ацагатском дацане) в октябре 1922 года прошел Первый Всебурятский съезд буддистов. Он выдвинул обновленческую программу, которая предусматривала включение западной медицины в тибетское медицинское образование.
В период гражданской войны также распространился баптизм в значительной мере благодаря отсутствию целенаправленных преследований верующих со стороны властей и активизации иностранных миссионеров. Например, если летом 1919 года баптистская община Владивостока была очень маленькой (на собраниях присутствовало порой лишь 17 человек), то к 1922 году она уже насчитывала 329 верующих, а баптистская община в Никольске-Уссурийском за 1919—1922 годы увеличилась с 29 до 175 человек.
Почти сразу после присоединения ДВР к РСФСР Дальревком постановлением от 28 ноября 1922 года распространил на территорию бывшей республики январский Декрет «Об отделении церкви от государства и школы от церкви» и инструкцию Народного комиссариата юстиции от 24 августа 1918 года «О порядке проведения в жизнь Декрета об отделении церкви от государства и школы от церкви».

## Культура

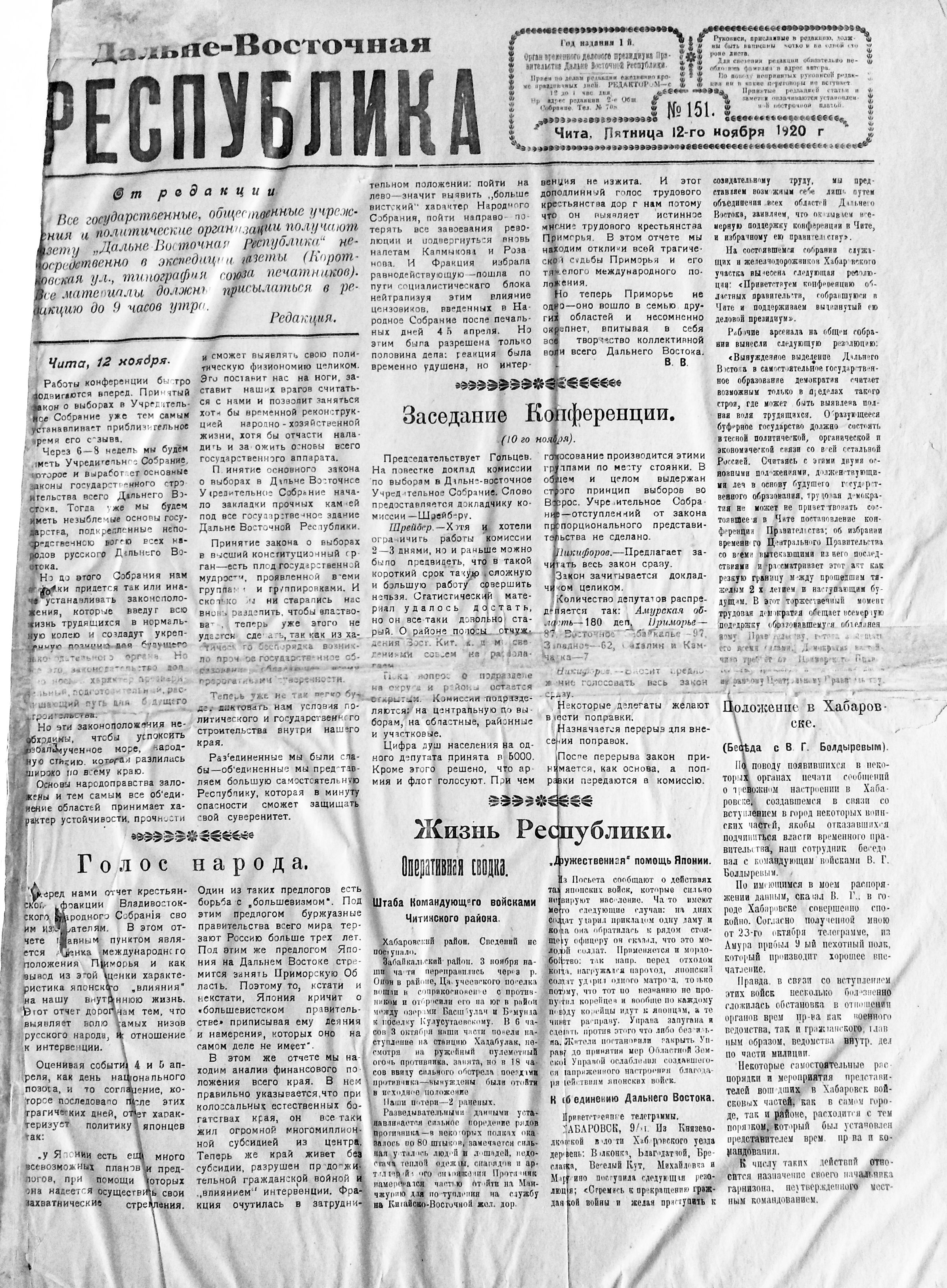
Печатный орган ДВР — газета «Дальне-Восточная Республика».

### Образование
В ДВР существовали следующие университеты:
- Государственный дальневосточный университет;
- Забайкальский университет;
- Прибайкальский народный университет (Верхнеудинск)[59].

Начальное и среднее общее образование предоставлялись едиными школами. Также действовали школы для национальных меньшинств. Школа передавалась национальной организации, если не менее 75 % учеников принадлежали к национальному меньшинству и если родители учеников входили в данную организацию. В итоге к ноябрю 1921 года в ДВР были десятки национальных школ, в том числе украинские школы в Амурской и Приамурской областях.
Действовала система подготовки кадров для украинских школ:
- Преподавание украинского языка и литературы в программе Хабаровской учительской семинарии;
- Украинская учительская семинария (Свободный).

Религиозное образование запрещалось. Прошедшая под председательством Лукса в сентябре 1921 года конференция подтвердила запрет на религиозное образование.

### Музеи
- Прибайкальский областной музей;
- Забайкальский краевой краеведческий музей им. А. К. Кузнецова;
- Амурский областной краеведческий музей.

### Пресса
- Газета «Дальне-Восточная Республика», орган временного делового президиума Правительства Дальневосточной республики. Редактор В. Владыкин. Выходила в Чите, ежедневно (4 раза в неделю). Формат А3, на 4 стр.